# Paradelphomyia ruficolor
Paradelphomyia ruficolor är en tvåvingeart som beskrevs av Alexander 1965. Paradelphomyia ruficolor ingår i släktet Paradelphomyia och familjen småharkrankar.
Artens utbredningsområde är Pakistan. Inga underarter finns listade i Catalogue of Life.